# Ukrainische Avantgarde

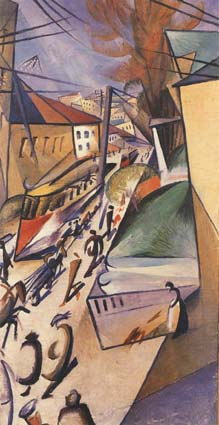
Tram von Alexander Bogomazow, 1914

Die ukrainische Avantgarde bezeichnet eine künstlerische Epoche in der Ukraine zwischen den 1910er und 1930er Jahren.

## Zum Begriff

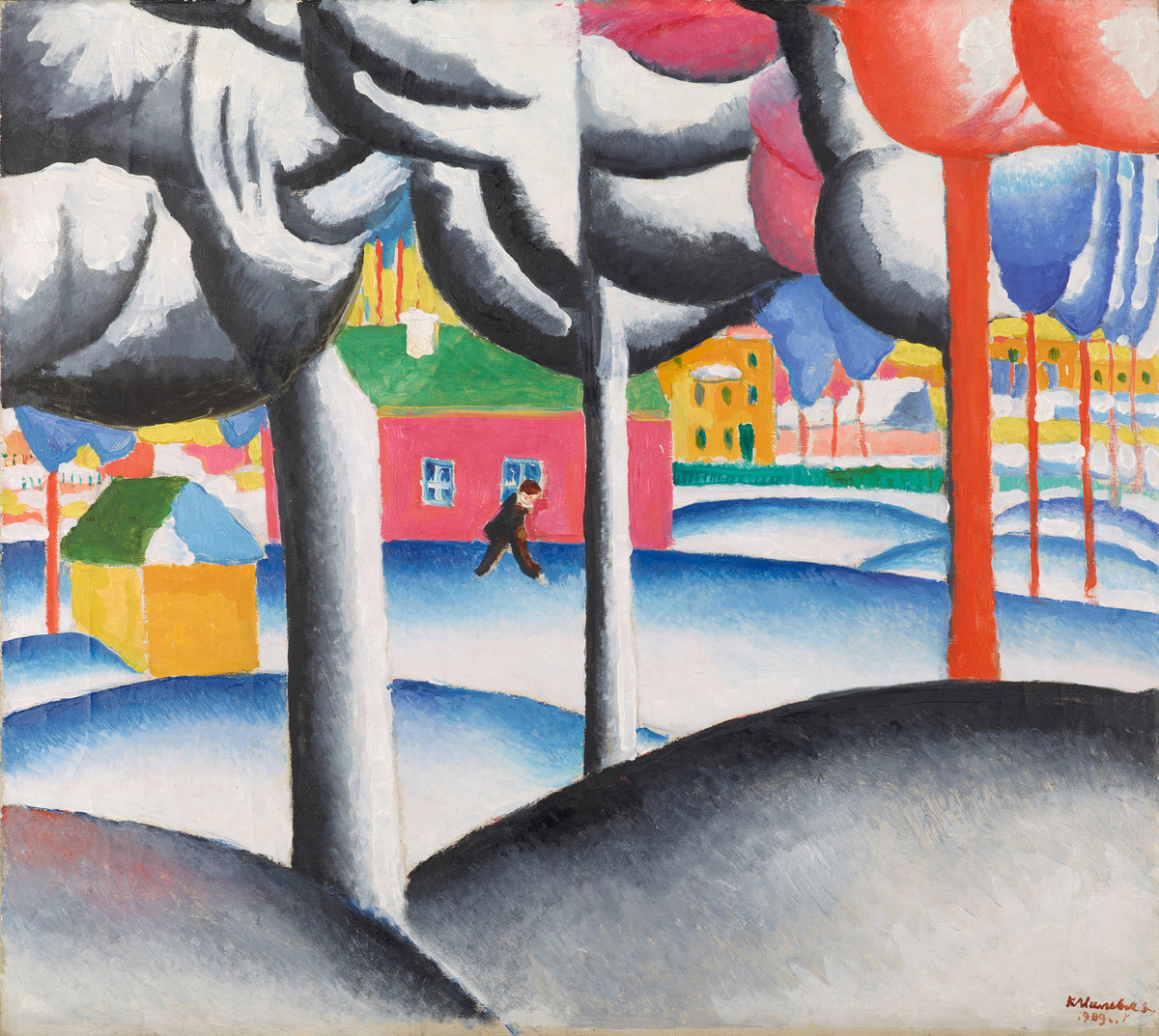
Der Winter von Kasimir Malewitsch, 1909, Museum Ludwig, Köln

Die ukrainischen Künstler leisteten einen wichtigen Beitrag für die internationale Avantgarde, wobei nicht von einer spezifisch ukrainischen Avantgarde, sondern vielmehr von einer Avantgarde in der Ukraine die Rede sein muss. Das liegt daran, dass viele Künstler nicht ethnisch mit der Ukraine verbunden waren, sondern in dem Land zeitweise ihrer künstlerischen Karriere nachgingen. Die avantgardistischen Künstler sind daher als Teil einer europäischen Avantgarde zu verstehen, was auch ihre Netzwerke und institutionellen Verbindungen bekräftigen. Wichtige Werke schufen sie im Ausland. So ist in der Avantgarde in der Ukraine eine deutliche Tendenz zur Internationalisierung der Kunst zu spüren, die sich stärker äußert als etwa in der deutschen oder russischen Avantgarde.

## Sparten und wichtige Vertreter
Die ukrainische Avantgarde ist durch eine Synthese der Traditionen der ukrainischen Volkskunst mit der europäischen Moderne gekennzeichnet. Sie umfasst die Bereiche der Bildhauerei, Malerei, Literatur, Kino, Theater, Bühnenbild, Grafik, Musik und Architektur. Ein prägnantes Merkmal war die Orientierung nach Westeuropa und die Abkehr von Russland. Zu den Avantgardisten zählen unter anderem die futuristischen Strömungen, darunter die Kverofuturisten, die Panfuturisten und die Nova Generacija. Außerhalb dieser Gruppen wirkten zudem die ukrainischen Expressionisten und Imaginisten.
Zu den bekanntesten Künstlern zählen Kasimir Malewitsch, Alexander Archipenko, Alexandra Exter, die schon ab 1907 in Paris lebte, Sonia Delaunay-Terk, Wassili Dmitrijewitsch Jermilow, Alexander Bogomazow, David Burliuk, Wiktor Palmow, Vadym Meller und Anatolij Petryzkyj. Sie alle waren entweder durch Herkunft, Ausbildung, Sprache, nationale Tradition oder Identität mit der Ukraine verbunden, vor allem mit den Städten Kiew, Charkiw, Lemberg und Odessa.
Ein aktives Zentrum der ukrainischen Avantgarde in den 1920er Jahren war die damalige Hauptstadt Charkiw, die international allerdings wenig Beachtung fand. Dort entwickelten sich vor allem die Konzepte des Bauhauses zu einem Höhepunkt, während sie in Deutschland durch die Politik immer mehr Restriktionen unterlagen.

### Literatur

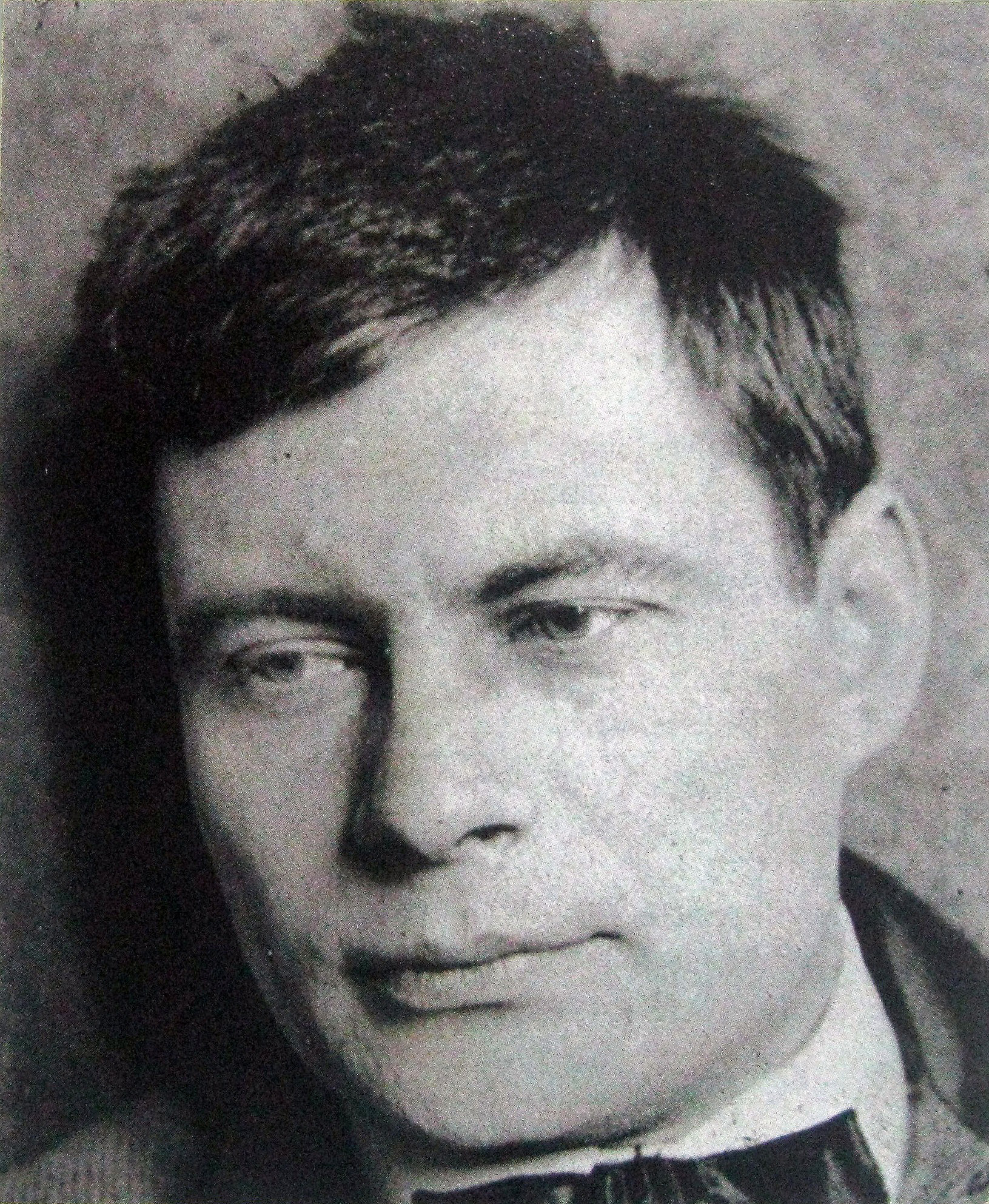
Majk Johansen, 1920er

### Fotografie und Film
In der ukrainischen Avantgarde stieß die künstlerische Moderne aus Deutschland auf starke Resonanz. In der Fotografie wurden vor allem Lázló Moholy-Nagy und Walter Peterhans rezipiert, welche beide in der Fotografie-Abteilung des Bauhauses tätig waren. Die ukrainischen Künstler interessierten sich für das Konzept des Neuen Sehens, für experimentelle und neue Blickwinkel und Perspektiven. Wichtige Vertreter sind unter anderem der Fotograf Dan Sotnyk (Lebensdaten unbekannt) und der futuristische Film- und Kulturtheoretiker Leonid Skrypnyk (1893–1929). Sein Hauptwerk The Intellectual war ein entlarvendes Hybridprodukt aus Drehbuch und Roman über die Wiederkehr der bürgerlichen Moral nach der Revolution, dessen Aufbau sich an Fjodor Dostojewskis Roman Schuld und Sühne anlehnte.

## Ausstellungen
- Die Avantgarde und die Ukraine, 1910–1936. Villa Stuck, München (6. Mai 1993 – 11. Juli 1993)[10]
- The Phenomenon of the Ukrainian Avant-Garde 1910–1935.  Winnipeg Art Gallery, Winnipeg (2002)[11]
- Crossroads: Modernism in Ukraine 1910–1930. Wanderausstellung aus der Ukraine, Chicago Cultural Center (22. Juli – 15. Oktober 15, 2006), Ukrainisches Museum, New York (4. November 2006 – 11. März 2007), Nationales Kunstmuseum der Ukraine, Kyiw (2007)[12]
- In the Eye of the Storm: Modernism in Ukraine, 1900–1930s. Museo Thyssen-Bornemisza, Madrid (29. November 2022 – 2. Mai 2023)[13]
- Ukrainische Moderne 1900–1930 & Daria Koltsova. HIER UND JETZT. im Museum Ludwig, Köln (3. Juni 2023 – 24. September 2023)[14]
- In the Eye of the Storm. Modernismen in der Ukraine. Schloss Belvedere, Wien (23. Februar 2024 – 2. Juni 2024)[15]